# Wroxeter
Wroxeter é uma vila em Shropshire, Inglaterra. Faz parte da paróquia civil de Wroxeter e Uppington e está localizada além do rio Severn, cerca de 8 km a sudeste de Shrewsbury. É no sítio da cidade romana de Virocônio dos Cornóvios, que foi a quarta maior capital de civitas na Grã-Bretanha romana.